# N'Ko pisava
N'Ko (N'Ko: ߒߞߏ) je pisava, ki jo je leta 1949 zasnoval Solomana Kante kot sodoben pisni sistem za jezike Mandé v Zahodni Afriki .   Izraz N'Ko, ki v vseh jezikih Mandé pomeni »(jaz) pravim«, uporablja se tudi za knjižni standard Mandé, zapisan v pisavi N'Ko.
Pisava ima nekaj podobnosti z arabsko pisavo, zlasti usmerjenost ( od desne proti levi ) in črke, ki so povezane na dnu. Za razliko od arabščine je obvezno označevanje tonemov in samoglasnikov . Tonemi N'Ko so označeni kot ločilna znamenja, na podoben način kot označevanje nekaterih samoglasnikov v arabščini.

## Zgodovina
Kante je ustvaril N'Ko kot odgovor na zmotna prepričanja, da domorodni afriški pisni sistem ne obstaja, kot tudi zato, da bi zagotovil boljši način pisanja v jezikih Mandé, ki so bili stoletja pisani pretežno v pisavi Ajami, ki ni bila popolnoma primerna za tonemov, edinstvenih za Mandé in skupnih mnogim zahodnoafriškim jezikom. Med zagovorniki N'Koja je razširjena zgodba, da je bil Kante pri ustvarjanju posebnega sistema še posebej izzvan, ko je v Bouakeju naletel na knjigo libanonskega avtorja, ki je zaničevalno enačil afriške jezike kot "ptičje jezike, ki jih je nemogoče prepisati".  kljub omenjeni zgodovini Ajamija.  Kante je zasnoval N'Koja, ko je bil v Bingervillu v Slonokoščeni obali, pozneje pa so ga prinesli v Kantejevo rojstno pokrajino Kankan v Gvineji . 
N'Ko se je začel uporabljati v številnih izobraževalnih knjigah, ko je bila pisava domnevno dokončana 14. aprila 1949 (zdaj Dan abecede N'Ko); Kante je prepisoval versko v znanstveno in filozofsko literaturo, celo slovar.  To gradivo je bilo dano kot darilo v drugim mandé govorečim delom Zahodne Afrike. Pisava je dobila svoj prvi posebej izdelan pisalni stroj iz Vzhodne Evrope, ko je imela Gvineja vezi s Sovjetsko zvezo v petdesetih letih prejšnjega stoletja. 
Uvedba pisave je pripeljala do gibanja, ki je spodbujalo opismenjevanje v pisavi N'Ko med govorci Mandé v angleško govoreči in francosko govoreči Zahodni Afriki. Pismenost N'Ko je bila ključnega pomena pri oblikovanju kulturne identitete Maninka v Gvineji, prav tako pa je okrepila identiteto Mandé v drugih delih Zahodne Afrike. 

## Sedanja uporaba
Od leta 2005 se je uporabljal predvsem v Gvineji in na Slonokoščeni obali (govorci maninke in dyula ), z dejavno skupnostjo uporabnikov v Maliju (govorci bambare ). Izdaje vključujejo prevod Korana, različne učbenike o predmetih, kot sta fizika in zemljepis, pesniška in filozofska dela, opise tradicionalne medicine, slovar in več lokalnih časopisov. Čeprav se večinoma neuradno poučuje prek združenj za spodbujanje pismenosti N'ko, je bil pred kratkim uveden tudi v uradno izobraževanje prek zasebnih osnovnih šol v Zgornji Gvineji.  Uvrščena je med najuspešnejše zahodnoafriške pisave. 
Pisava N'Ko na splošno uporablja knjižni jezikovni register, imenovan kangbe (dobesedno 'jasen jezik'), ki velja za možno sporazumevalno narečje v jezikih Mandé .  Na primer, beseda za 'ime' v Bamanan je tɔgɔ in v Maninka je tɔɔ . N'Ko ima samo eno pisano besedo za 'ime', vendar posamezniki besedo preberejo in izgovorijo v svojem jeziku. Ta pisni register je tako mišljen kot jezik koiné, ki vključuje sestavine glavnih jezikov Mandé, ki so medsebojno razumljivi, vendar imajo zelo močan vpliv maninke.
Obstaja tudi dokumentirana uporaba N'Ko z dodatnimi ločilnimi znamenji za tradicionalne verske izdaje v jezikih joruba in fon v Beninu in jugozahodni Nigeriji . 

## Črke
Pisava N'Ko se piše od desne proti levi, črke pa so med seboj povezane.

### Samoglasniki
| ɔ | o | u | ɛ | i | e | a |
| - | - | - | - | - | - | - |
| ߐ | ߏ | ߎ | ߍ | ߌ | ߋ | ߊ |
|   |   |   |   |   |   |   |

### Soglasniki
| r | t  | d | t͡ʃ | d͡ʒ | p | b  |
| - | -- | - | -- | -- | - | -- |
| ߙ | ߕ  | ߘ | ߗ  | ߖ  | ߔ | ߓ  |
|   |    |   |    |    |   |    |
| m | g͡b | l | k  | f  | s | rr |
| ߡ | ߜ  | ߟ | ߞ  | ߝ  | ߛ | ߚ  |
|   |    |   |    |    |   |    |
| ŋ | h  |   | j  | w  | n | ɲ  |
| ߒ | ߤ  |   | ߦ  | ߥ  | ߣ | ߢ  |
|   |    |   |    |    |   |    |

### Tonemsko naglaševanje
N'Ko uporablja 7 ločilnih znamenj za označevanje višine in dolžine samoglasnika . Skupaj z navadnimi samoglasniki N'Ko razlikuje štiri višine: visoke, nizke, naraščajoče in padajoče; in dve dolžini samoglasnikov: dolgi in kratki. Neoznačeni znaki označujejo kratke, padajoče samoglasnike.
|        | visok | nizek | dvigajoč | padajoč |
| ------ | ----- | ----- | -------- | ------- |
| kratek | ߫      | ߬      | ߭         |         |
| dolg   | ߯      | ߰      | ߱         | ߮        |

### Številke
| 0 | 1 | 2 | 3 | 4 | 5 | 6 | 7 | 8 | 9 |
| - | - | - | - | - | - | - | - | - | - |
| ߀ | ߁ | ߂ | ߃ | ߄ | ߅ | ߆ | ߇ | ߈ | ߉ |

### Tujerodni glasovi in črke
N'Ko ponuja tudi način predstavitve tujerodnih glasov s spreminjanjem črk z ločilnimi znamenji.   Te črke se uporabljajo v prečrkovanih imenih in izposojenkah.
Dve piki nad samoglasnikom, ki spominjata na diarezo ali znak preglasa (¨), predstavljata tuji samoglasnik: u z dvema pikama za francoski glas /y/ ali e z dvema pikama za francoski /ə/ .
Ločilna znamenja so postavljena tudi nad nekatere soglasnike, da zajamejo glasove, ki jih ne najdemo v Mandéju, kot je gb-pika za /g/; gb-črtica za /ɣ/; gb-dve piki za /k͡p/ ; f-pika za /v/; rr-pika za /ʁ/ ; itd.

## Digitalizacija
Z naraščajočo uporabo računalnikov in posledično željo po zagotavljanju splošnega dostopa do informacijske tehnologije se je pojavil izziv razvoja načinov uporabe pisave N'Ko na računalnikih. Od 1990-ih dalje so obstajala prizadevanja za razvoj pisav in celo spletnih vsebin s prilagajanjem druge programske opreme in pisav. Urejevalnik besedil DOS z imenom Koma Kuda je razvil prof. Baba Mamadi Diané z univerze v Kairu .  Vendar pa je pomanjkanje medsebojne združljivosti, značilno za takšne rešitve, oviralo nadaljnji razvoj.

### Wikipedija
Od 26. novembra 2019 obstaja tudi N'ko različica Wikipedije, ki od 16. avgusta 2021 vsebuje 975 člankov, s 7.880 urejanji in 2.018 uporabniki. 

### Unicode
Pisava N'Ko je bil dodana standardu Unicode julija 2006 z izdajo različice 5.0. Leta 2018 so bila dodana dodatna znamenja.
Unescova programska pobuda B@bel je podprla pripravo predloga za kodiranje N'Ko v Unicode . Leta 2004 je bil predlog, ki so ga predstavili trije profesorji N'Ko (Baba Mamadi Diané, Mamady Doumbouya in Karamo Kaba Jammeh), ki so sodelovali z Michaelom Eversonom, odobren za glasovanje delovne skupine ISO WG2. Leta 2006 je bil N'Ko odobren za Unicode 5.0. Blok Unicode za N'Ko je U+07C0–U+07FF:Predloga:Unicode chart NKo